# Facundo Parra
Facundo Manuel Carlos Parra (Buenos Aires, 15 giugno 1985) è un ex calciatore argentino, di ruolo attaccante.

## Carriera

### Club

#### Gli inizi
Ha cominciato la sua carriera nel 2004 nel Chacarita Juniors, squadra in cui ha militato per tre stagioni, fino al 2007, mettendo a segno 21 reti in 91 presenze in Primera B Nacional.
Passa così al Larissa, squadra del campionato greco, che lo prende in prestito per due stagioni. In Grecia segna complessivamente 9 gol in 46 presenze in campionato, più altre 3 partite senza gol segnati in Coppa UEFA. Scaduti i termini del prestito, fa ritorno al Chacarita.
Nel 2009 torna quindi al Chacarita per disputare la stagione in Primera División Argentina, riuscendo a realizzare 14 gol in 35 presenze. I suoi gol non bastano per salvare i Funebreros dalla retrocessione, cosa che avviene dopo il Torneo Clausura che vede il Chacarita perdere dodici della ultime tredici gare.

#### Independiente
Terminata la stagione passa all'Independiente, dove indossa la maglia numero 17. Ha segnato un gol di testa nella semifinale di ritorno della Copa Sudamericana 2010 contro la LDU Quito e altri gol nella finale della medesima competizione contro il Goiás, che portano il risultato dapprima sul 2-1 e poi sul 3-1. Inoltre nell'arco di due campionati ha segnato complessivamente 16 gol in 52 partite di campionato e 6 gol in 20 partite in Copa Sudamericana.

#### Il prestito all'Atalanta
Il 18 luglio 2012 passa in prestito con diritto di riscatto alla società italiana dell'Atalanta, in Serie A. Il 26 agosto 2012 debutta nella massima serie italiana subentrando a Giacomo Bonaventura nella partita persa per 1-0 contro la Lazio.
Il 28 novembre 2012 segna la sua prima doppietta durante la partita di Coppa Italia vinta per 3-1 contro il Cesena. Dopo diverse partite giocate subentrando dalla panchina, il 27 gennaio 2013 gioca la sua prima partita da titolare in Serie A contro il Milan. Chiude la stagione con 14 presenze senza gol in campionato e 2 presenze con 2 gol in Coppa Italia.

#### Ritorno all'Independiente, seconda parentesi in Grecia e ritorno in patria all'Atletico Rafaela
Terminato il prestito all'Atalanta fa ritorno al Chacharita Juniors, che pochi giorni più tardi lo cede a titolo definitivo all'Independiente, nel frattempo retrocesso nella seconda serie argentina. Al termine della stagione 2013-2014, nella quale Parra mette a segno 9 gol in 29 presenze, l'Independiente chiude il campionato al terzo posto in classifica e dopo uno spareggio vinto per 2-0 contro l'Huracan ottiene la promozione nella massima serie argentina dopo una sola stagione di permanenza in seconda serie. Il 5 agosto 2014 passa all'Asteras Tripolīs, squadra della massima serie greca. Fa il suo esordio con la formazione ellenica il 28 agosto 2014, quando gioca gli ultimi quattro minuti della partita di Europa League persa per 3-1 dalla sua squadra sul campo degli israeliani del Maccabi Tel Aviv; tre giorni più tardi gioca invece la sua prima partita di campionato, in casa contro il Levadiakos (2-1). Il 14 settembre 2014 gioca da titolare nella partita persa per 2-1 dalla sua squadra sul campo del Panionios; nel corso del match segna il gol del momentaneo 1-1, realizzando quindi la sua prima rete con la maglia dell'Asteras. Quattro giorni più tardi, il 18 settembre, segna il suo primo gol in carriera in Europa League nella partita pareggiata per 1-1 sul campo del Beşiktaş. Si ripete il successivo 2 ottobre, quando segna un gol al Partizan Belgrado nella seconda giornata della fase a gironi. Al termine del girone l'Asteras viene eliminato dalla coppa, nella quale Parra ha un bilancio complessivo di 3 gol in 6 presenze. Con i greci fra campionato e coppe segna 8 reti in 35 presenze.
Nell'estate del 2015 si accasa all'Atletico Rafaela, con cui esordisce l'8 settembre dello stesso anno; nel luglio del 2016 dopo aver segnato complessivamente 2 reti in 17 presenze rimane svincolato.

#### In Brasile al Santa Cruz e di nuovo in Argentina all'Agropecuario
Il 9 febbraio 2017 firma un contratto con il Santa Cruz, formazione della seconda divisione brasiliana; qui, gioca 2 partite di campionato più altre 5 partite fra Copa do Nordeste e nel Campionato Pernambucano, senza mai segnare.
In seguito, nell'estate del 2017 si trasferisce all'Agropecuario, formazione della seconda divisione argentina, dove rimane fino al 2 luglio 2018 segnando in totale 2 gol in 19 partite.

#### In Paraguay
Il 2 luglio 2018 si accasa al 3 de Febrero, formazione della prima divisione del Paraguay, dove realizza 7 reti in 21 partite di campionato; nel 2019 si trasferisce al Nacional, club del medesimo campionato, con la quale mette a segno 3 reti in 14 presenze in campionato, giocando inoltre anche 2 partite nella Coppa Libertadores 2019.

### Ritorno in patria, trasferimento in Perù, ritorno in Paraguay e nuovo ritorno in patria
Nel 2019 si trasferisce all'All Boys, club della seconda divisione argentina; dopo 6 reti in 19 partite, nel 2020 si trasferisce in Perù al Carlos Stein, club della prima divisione locale, con cui nel 2020 mette a segno 4 reti in 19 partite di campionato. Nel 2021 gioca invece nel Guaireña, club della prima divisione paraguaiana, con cui realizza 3 reti in 24 partite. Nel 2022 torna nuovamente in patria, al Chacarita Juniors, squadra con cui aveva esordito tra i professionisti, militante in seconda divisione; dopo 3 reti in 20 presenze, nel 2023 scende in terza divisione al Joventud Unida, con cui realizza 4 reti in 24 presenze, per poi il 12 gennaio 2024 ritirarsi.

### Nazionale
Nel 2005 ha giocato 10 partite e segnato 3 gol con l'Under-20 dell'Argentina.

## Statistiche

### Presenze e reti nei club
Statistiche aggiornate al 5 maggio 2017.
| Stagione                   | Squadra                    | Campionato                 | Campionato | Campionato | Coppe nazionali | Coppe nazionali | Coppe nazionali | Coppe continentali | Coppe continentali | Coppe continentali | Altre coppe | Altre coppe | Altre coppe | Totale | Totale |
| Stagione                   | Squadra                    | Comp                       | Pres       | Reti       | Comp            | Pres            | Reti            | Comp               | Pres               | Reti               | Comp        | Pres        | Reti        | Pres   | Reti   |
| -------------------------- | -------------------------- | -------------------------- | ---------- | ---------- | --------------- | --------------- | --------------- | ------------------ | ------------------ | ------------------ | ----------- | ----------- | ----------- | ------ | ------ |
| 2004-2005                  | Chacarita Juniors          | SD                         | 20         | 2          | -               | -               | -               | -                  | -                  | -                  | -           | -           | -           | 20     | 2      |
| 2005-2006                  | Chacarita Juniors          | SD                         | 37         | 11         | -               | -               | -               | -                  | -                  | -                  | -           | -           | -           | 20     | 2      |
| 2006-2007                  | Chacarita Juniors          | SD                         | 36         | 10         | -               | -               | -               | -                  | -                  | -                  | -           | -           | -           | 36     | 10     |
| 2007-2008                  | Larissa                    | SL                         | 23         | 4          | CG              | 3               | 1               | CU                 | 3                  | 0                  | SG          | 1           | 0           | 30     | 5      |
| 2008-2009                  | Larissa                    | SL                         | 29+6       | 6+1        | CG              | 2               | 1               | -                  | -                  | -                  | -           | -           | -           | 15     | 3      |
| Totale Larissa             | Totale Larissa             | Totale Larissa             | 52+6       | 10+1       |                 | 5               | 2               |                    | 3                  | 0                  |             | 1           | 0           | 67     | 13     |
| 2009-2010                  | Chacarita Juniors          | PD                         | 35         | 14         | -               | -               | -               | -                  | -                  | -                  | -           | -           | -           | 35     | 14     |
| Totale Chacarita Juniors   | Totale Chacarita Juniors   | Totale Chacarita Juniors   | 129        | 37         |                 | -               | -               |                    | -                  | -                  |             | -           | -           | 129    | 37     |
| 2010-2011                  | Independiente              | PD                         | 31         | 8          | -               | -               | -               | CL+CS              | 8+10               | 3+3                | -           | -           | -           | 49     | 14     |
| 2011-2012                  | Independiente              | PD                         | 33         | 8          | CA              | 2               | 1               | CS                 | 1                  | 0                  | RSA+SBC     | 1+2         | 0+1         | 39     | 10     |
| 2012-2013                  | Atalanta                   | A                          | 14         | 0          | CI              | 2               | 2               | -                  | -                  | -                  | -           | -           | -           | 16     | 2      |
| 2013-2014                  | Independiente              | SD                         | 28+1       | 9          | CA              | 0               | 0               | -                  | -                  | -                  | -           | -           | -           | 29     | 9      |
| Totale Independiente       | Totale Independiente       | Totale Independiente       | 92+1       | 25         |                 | 2               | 1               |                    | 19                 | 6                  |             | 3           | 1           | 117    | 33     |
| 2014-2015                  | Asteras Tripolīs           | SL                         | 24+2       | 5+0        | CG              | 4               | 0               | UEL                | 6                  | 3                  | -           | -           | -           | 36     | 8      |
| 2015                       | Atlético Rafaela           | PD                         | 7          | 1          | CA              | -               | -               | -                  | -                  | -                  | -           | -           | -           | 7      | 1      |
| 2016                       | Atlético Rafaela           | PD                         | 10         | 1          | CA              | 0               | 0               | -                  | -                  | -                  | -           | -           | -           | 10     | 1      |
| Totale Atlético de Rafaela | Totale Atlético de Rafaela | Totale Atlético de Rafaela | 17         | 2          |                 | 0               | 0               |                    | -                  | -                  |             | -           | -           | 17     | 2      |
| Totale carriera            | Totale carriera            | Totale carriera            | 328+9      | 79+1       |                 | 13              | 5               |                    | 28                 | 9                  |             | 3           | 1           | 380    | 95     |

## Palmarès

### Club

#### Competizioni internazionali
- Coppa Sudamericana: 1

Independiente: 2010